# Marino (prefeito pretoriano)
Marino (em latim: Marinus) foi um dos mais leais entre os conselheiros seniores do imperador Anastácio I (r. 491–518). Serviu por duas vezes como prefeito pretoriano do Oriente, supervisionou as reformas ficais de Anastácio, apoiou as políticas pró-monofisistas do imperador e liderou a marinha bizantina em uma batalha crucial que encerrou de vez a revolta do general Vitaliano na Trácia. Sobreviveu até o regime de Justino I (r. 518–527), quando novamente foi prefeito pretoriano, mas logo foi afastado do poder.

## Biografia

### Primeiros anos

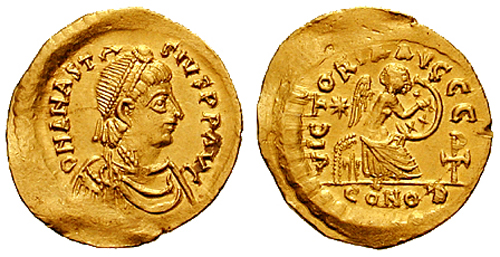
Semisse de r.

Marino era nativo de Apameia na Síria e, como a maioria dos sírios, era monofisista. Em 498, foi nomeado por Anastácio como ministro sênior de finanças (tratador) e, depois, cartulário do departamento fiscal da prefeitura pretoriana do Oriente responsável pela Diocese do Oriente, que abrangia a Síria; seu predecessor, João, o Paflagônio, recebeu o encargo de supervisionar a reforma de Anastácio na cunhagem. Nesta função, se tornou um dos principais conselheiros financeiros do imperador, especialmente no tocante à taxação; também foi responsável pela criação dos víndices, oficiais encarregados de coletar a anona, que até então era função dos conselhos em cada cidade das províncias. Os detalhes da reforma são obscuros e as opiniões contemporâneas sobre seu resultado se dividem: João, o Lídio, cuja tendência geral é hostil a Marino, o acusa de empobrecer as províncias, enquanto um panegírico de Prisciano afirma que ela foi um grande alívio aos fazendeiros. Embora o novo sistema pareça ter aumentado a receita do Estado, ele foi amplamente modificado e finalmente abandonado nos reinados posteriores.

### Controvérsia monofisista

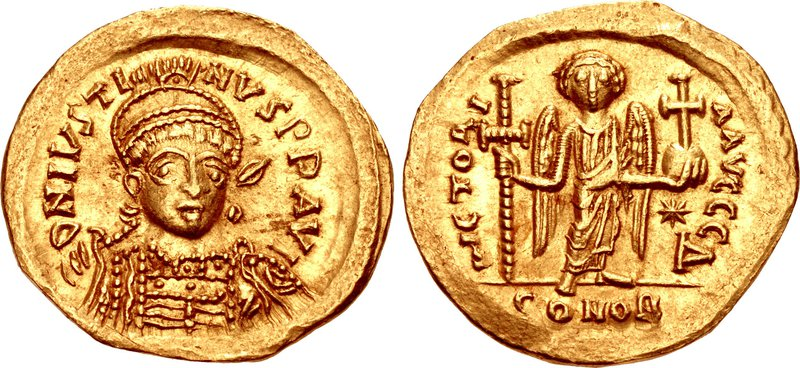
Soldo de r.

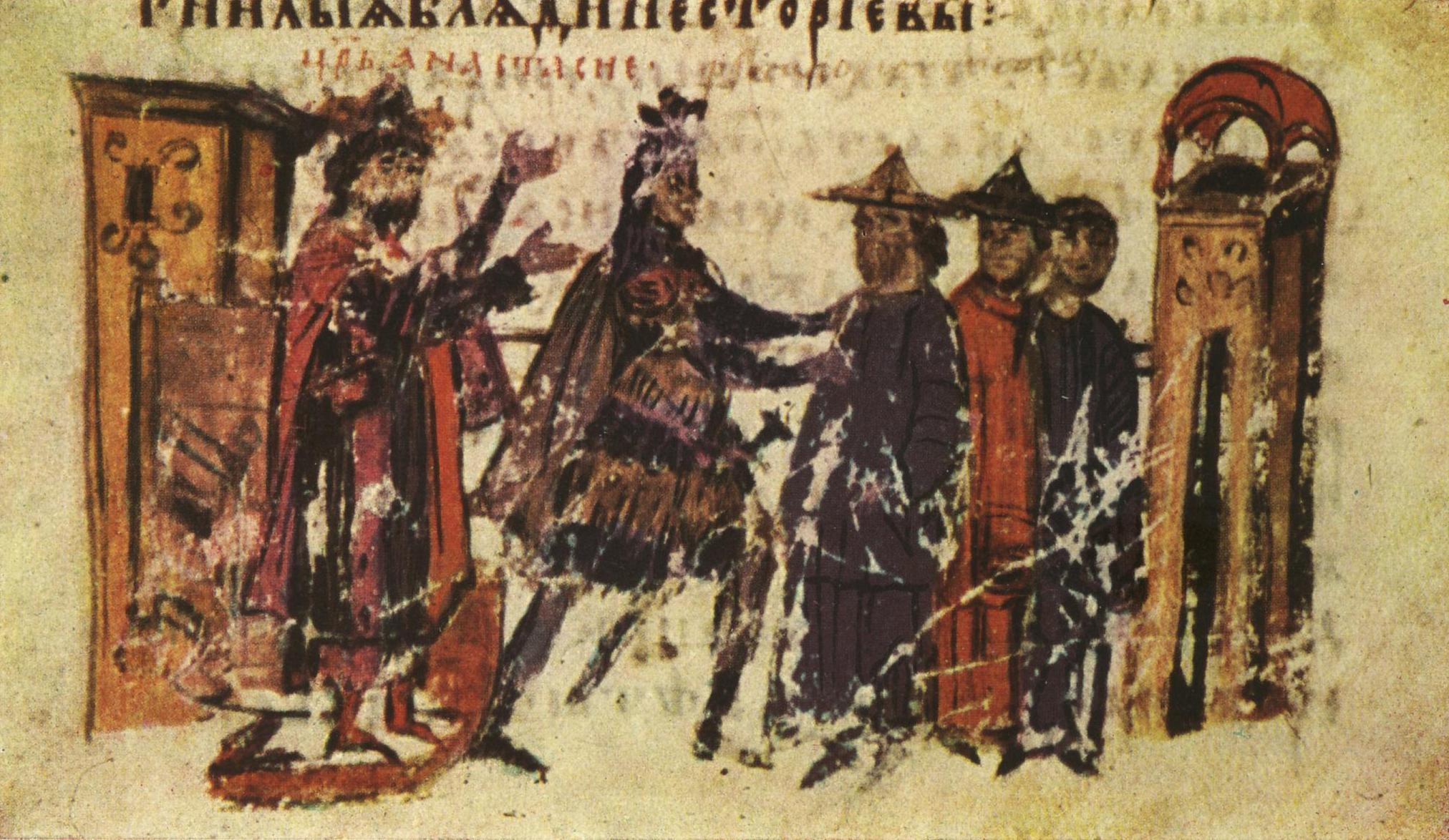
Perseguição aos heréticos sob segundo Iluminura da Crônica de Constantino Manasses

Por volta da década de 500, Marino emergiu como "o mais confiável conselheiro" de Anastácio, segundo John B. Bury, e foi recompensado com a nomeação à prefeitura pretoriana, provavelmente no início de 512; parece ter mantido o posto até o início de 515. No outono de 512, encorajou Anastácio a apoiar abertamente a versão monofisista do Triságio (Trisagion), que o patriarca Timóteo I de Constantinopla havia incluído na liturgia até mesmo na Basílica de Santa Sofia. Como resultado, a população de Constantinopla, majoritariamente calcedônia, irrompeu em revolta em 4 de novembro contra a versão "herética", forçando Marino e Platão, o prefeito urbano, a responder com o uso da força numa tentativa de sufocar os revoltosos. Os conflitos continuaram, porém, e, em 6 de novembro, a população calcedônia se juntou no Fórum de Constantino e novamente iniciou uma confusão que quase custou a Anastácio seu trono: as estátuas do imperador foram derrubadas, o idoso general Areobindo, parente por casamento da dinastia teodosiana, foi proclamado imperador e a casa de Marino foi incendiada. Foi necessária uma aparição do próprio Anastácio no hipódromo para acalmar a turba que então exigia que Marino e Platão fossem lançados às feras selvagens.
Em 515, Marino foi encarrado por Anastácio da liderança da campanha contra Vitaliano, o mestre dos soldados da Trácia, que havia se revoltado contra as políticas pró-monofisistas do imperador e estava marchando em direção da capital. Esta estranha nomeação de um oficial civil para o comando de um exército se deu por conta da relutância dos dois generais que comandavam os exércitos bizantinos próximos de Constantinopla, Patrício e João, em enfrentar Vitaliano, que eles conheciam pessoalmente. Apesar da falta de experiência militar, Marino derrotou a frota rebelde numa batalha na entrada do Chifre de Ouro; de acordo com o relato de João Malalas, ele conseguiu o feito através do uso de uma substância química a base de enxofre inventada por um tal Proclo de Atenas, similar ao futuro fogo grego. Marino então desembarcou com seus homens na costa de Sícas e derrotou ali os rebeldes em terra. Desencorajado pelas derrotas, Vitaliano e seu exército fugiram ao norte sob o véu da noite.

### Sob JustinoI e morte
Embora pareça que se juntou ao prepósito do cubículo sagrado Amâncio para instigar distúrbios em Santa Sofia logo após Justino I (r. 518–527) assumir o trono, conseguiu sobreviver à transição: foi nomeado prefeito pretoriano pela segunda vez em 519 e, diz-se, chegou a decorar um banho público com cenas da vida de Justino, incluindo sua chegada a Constantinopla como um pobre camponês. Marino morreu pouco antes de 539. Sobre sua família, sabe-se apenas que teria tido uma filha e que o filho dela foi nomeado governador na Líbia (Inferior ou Superior), onde se mostrou particularmente ganancioso. Era bisavô do também governador da Líbia Bassiano.